# Автошлях Т 1726
Автошля́х Т 1726 — автомобільний шлях територіального значення у Полтавській області. Проходить територією Гадяцького та Миргородського районів через Рашівку — Савинці — Великі Сорочинці. Загальна довжина — 30 км.

## Маршрут
Автошлях проходить через такі населені пункти:
| Автошлях Т 1726     |           |
| Полтавська область  |           |
| Гадяцький район     |           |
| Рашівка             | Т 1725    |
| Лисівка             |           |
| Мала Обухівка       |           |
| Миргородський район |           |
| Велика Обухівка     |           |
| Савинці             |           |
| Великі Сорочинці    | Р42Т 1727 |